# Antropocen

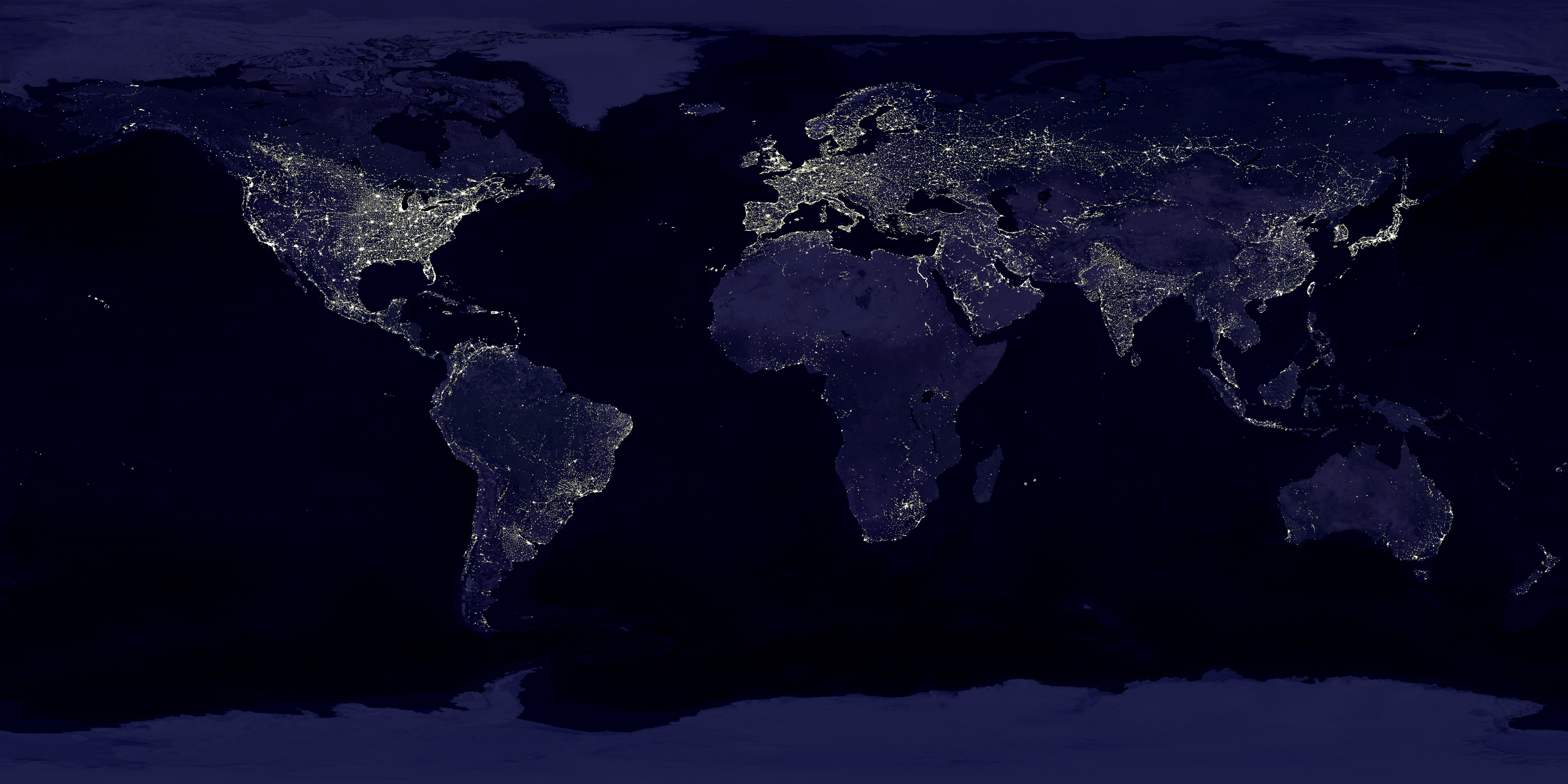
Nattbild (skapad av en fotomosaik) av jorden, upplyst genom mänskliga apparater.

Antropocen är en föreslagen geologisk epok. Den kan definieras som den tid då människans verksamhet globalt har påverkat jordens geologi, landskap, limnologi, klimat och ekosystem. Effekterna av mänskliga aktiviteter på jorden kan ses till exempel i förlust av biologisk mångfald och i den globala uppvärmningen. 
Olika startdatum för antropocen har föreslagits, från början av den neolitiska revolutionen (12 000–15 000 år sedan), från den industriella revolutionen, eller från 1960-talet.
Om antropocen blir vetenskapligt accepterad som geologisk epok, kommer den att efterträda den nuvarande holocen.

## Definition och historia
Antropocen kan översättas med "människans tidsålder" efter grekiskans antropos som betyder människa och cen som betyder ny.
Antropocen föreslogs år 2000 av nobelpristagaren och atmosfärskemisten Paul Crutzen, som ser mänsklig påverkan av jordens miljö som så signifikant att det motiverar införandet av en ny geologisk epok. Ordet blev först använt på 1980-talet av den amerikanska forskaren Eugene F. Stoermer.
Den italienske geologen Antonio Stoppani föreslog redan år 1873 att människans påverkan på naturen hade påbörjat en ny geologisk epok som han kallade antropozoikum. Stoppanis förslag ignorerades och ansågs ovetenskapligt av hans samtida; han var här alltför långt före sin tid.
År 2009 tillsattes Anthropocene working group (AWG) som fick i uppdrag att ta fram belägg för att formalisera den nya geologiska epoken Antropocen. I april 2016 röstade AWG för att gå vidare med ett formellt förslag om att definiera den antropocena epoken i den geologiska tidsskalan. Från och med april 2024 har dock varken Internationella stratigrafiska kommissionen (ICS) eller International Union of Geological Sciences (IUGS) formellt godkänt epoken. I mars 2024, efter 15 års överläggningar, röstades ett förslag från IUGS om att ratificera antropocen ned med bred marginal. Främst på grund av en tvist om den föreslagna starttiden i mitten av 1900-talet. 

### Startpunkt
Paleoklimatologen William Ruddiman från Virginias universitet anser att antropocen inleddes för ungefär 8 000 år sedan, då de första bönderna högg ner stora mängder skog för att få åkerfält för sina grödor. Hans idé brukar kallas för den tidiga antropocenhypotesen.
Ekologerna Simon Lewis och Mark Maslin har argumenterat för att antropocen startade år 1611, i samband med den europeiska koloniseringen av Amerika. De kallade sitt förslag för Orbis-hypotesen, efter det det latinska ordet för cirkel.
Enligt ytterligare ett förslag inleds epoken år 1784. Det år då James Watts patenterade ångmaskinen.

Anthropocene working group har föreslagit att Antropocen startade runt 1950, med hänvisning till de snabba och dramatiska förändringar i jordens ekosystem som har skett sedan dess.

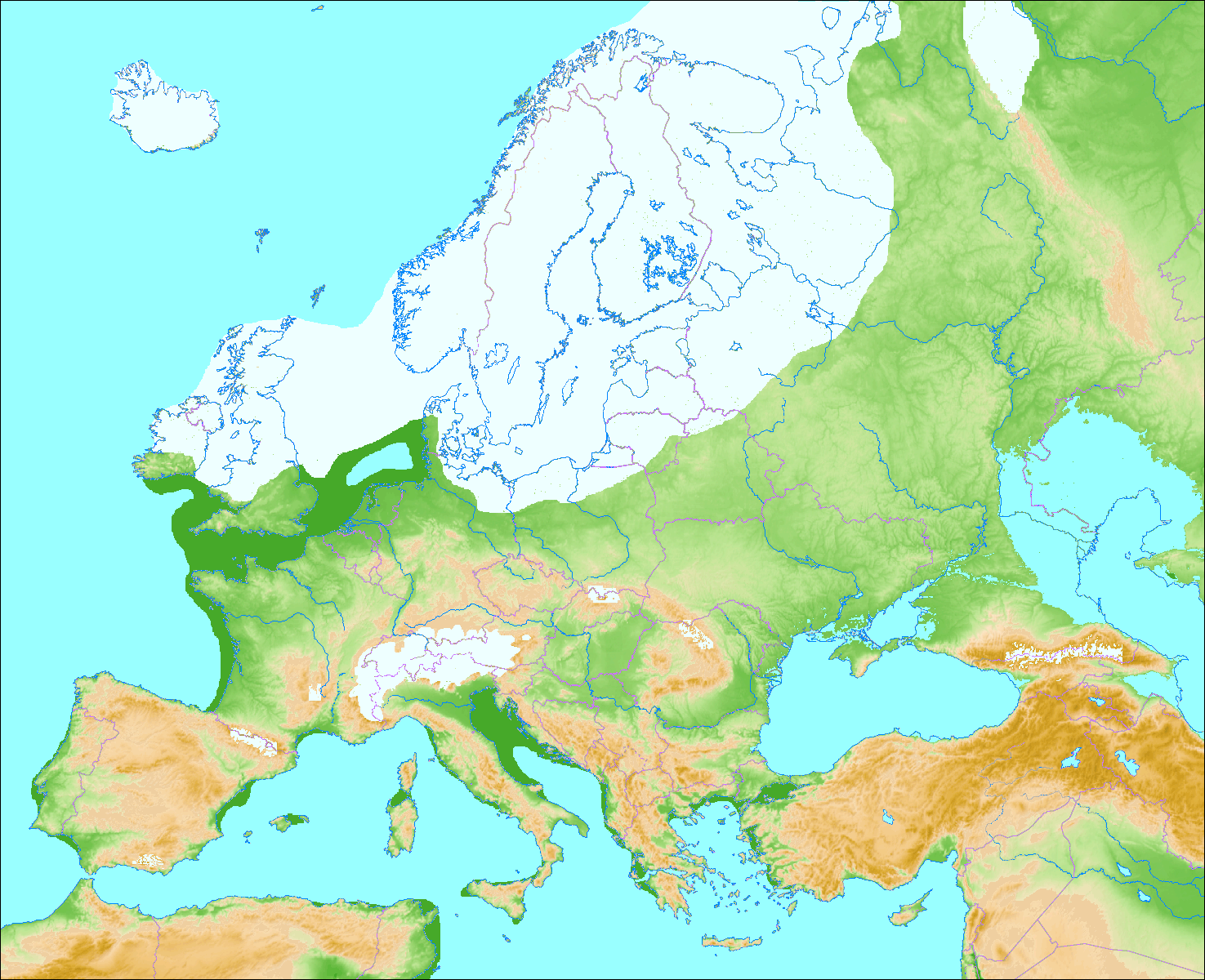
Hittills har människans nutid beskrivits som del av holocen, tiden efter den senaste istiden. Antropocen kan eventuellt läggas till som en efterföljande geologisk epok.

## Indicier på epokskifte
De forskare som arbetat med begreppet antropocen pekar på ett antal miljöeffekter av människans verksamhet. Baserat på mätningar av iskärnor har man konstaterat kraftigt ökade nivåer av växthusgaserna koldioxid och metan efter mitten av 1900-talet. Kärnvapensprängningar från och med 1945 har också lämnat tydliga spår i de geologiska lagren. Vidare har urbanisering och ett alltmer intensifierat jordbrukande medfört ökad erosion och transport av sediment. Halterna av kol, kväve, fosfor och metaller i atmosfären, oceanerna och i jordytan har också förändrats. För djur- och växtlivet har människans närvaro medfört habitatförluster, utrotning av ett stort antal arter och introducerande av invasiva arter.
För närvarande upplever vi den geologiska epoken holocen. Den tog sin början för cirka 11 500 år sedan och definieras av slutet på den senaste istiden – den senaste stora miljöhändelsen i jordens historia.